# Anton Zerr
Anton Johann Zerr (* 10. März 1849 in Nadlymanske (deutsch: Franzfeld) bei Odessa; † 15. Dezember 1932 in Kandel, Kutschurgan) war ein römisch-katholischer Bischof von Tiraspol.
Zerr wurde in einer schwarzmeerdeutschen Familie bei Odessa geboren. Seine Vorfahren waren um 1808 aus dem Kanton Lauterbourg im Elsass in das Dnepr-Delta um Cherson übersiedelt. Er wurde 1872 zum Priester geweiht. Mit 34 Jahren wurde er zum Bischof geweiht. Er war zunächst Titularbischof von Diocletianopolis in Palaestina und Weihbischof in Tiraspol. Nur sechs Jahre später wurde er 1889 Bischof von Tiraspol, resignierte jedoch bereits 1902.
1925 wurde noch einmal zum Titularbischof von Salona ernannt.
Zerr war ein Wegbereiter der Esperanto-Bewegung und war einer der Initiatoren der Internationalen Katholischen Esperanto-Vereinigung.